# استورنووی
استورنووی (به انگلیسی: Stornoway) یک شهرک در اسکاتلند است که در هبریدهای بیرونی  واقع شده‌است. استورنووی ۸٬۰۳۸ نفر جمعیت دارد.

## نگارخانه

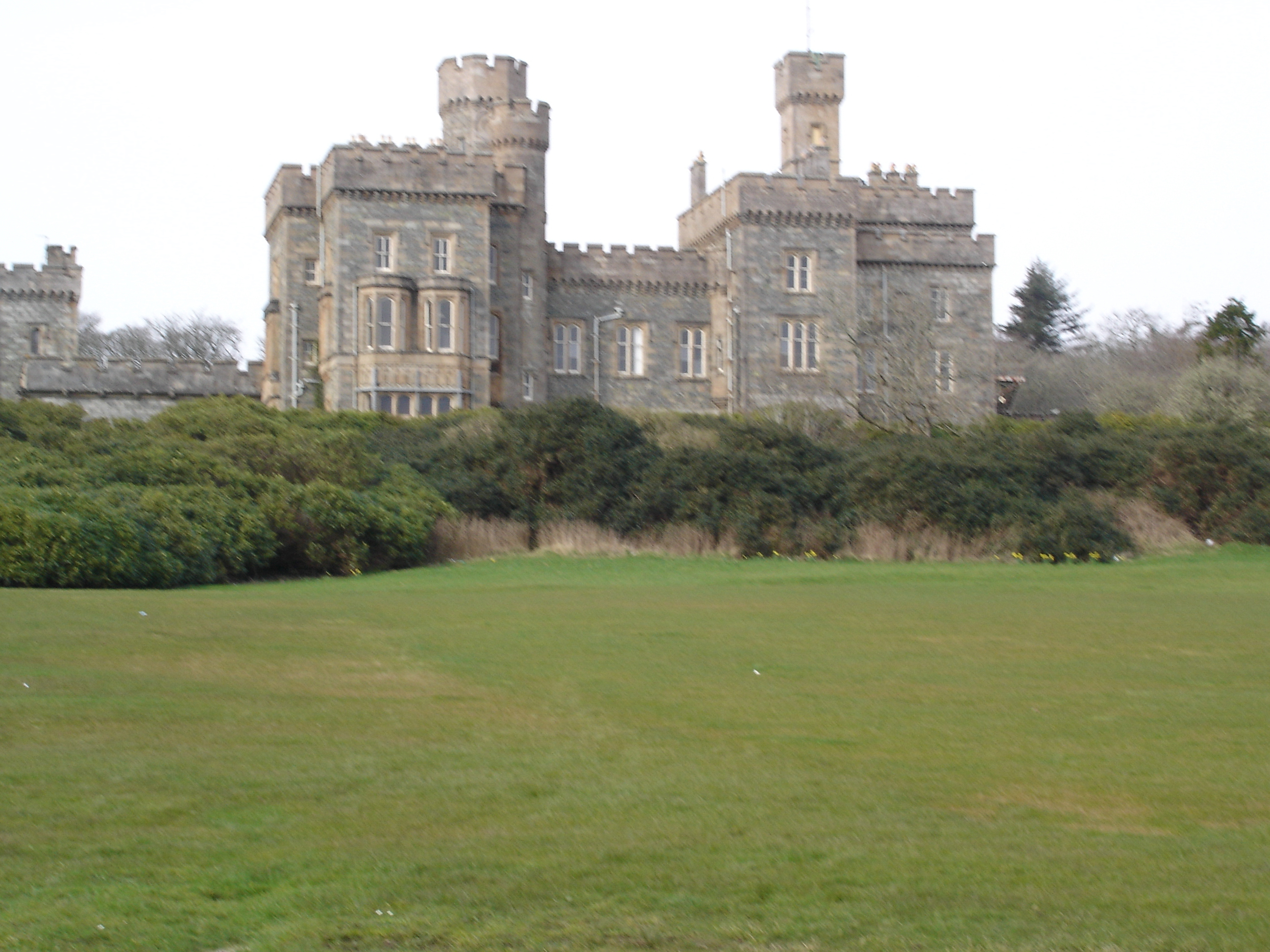
Lews Castle
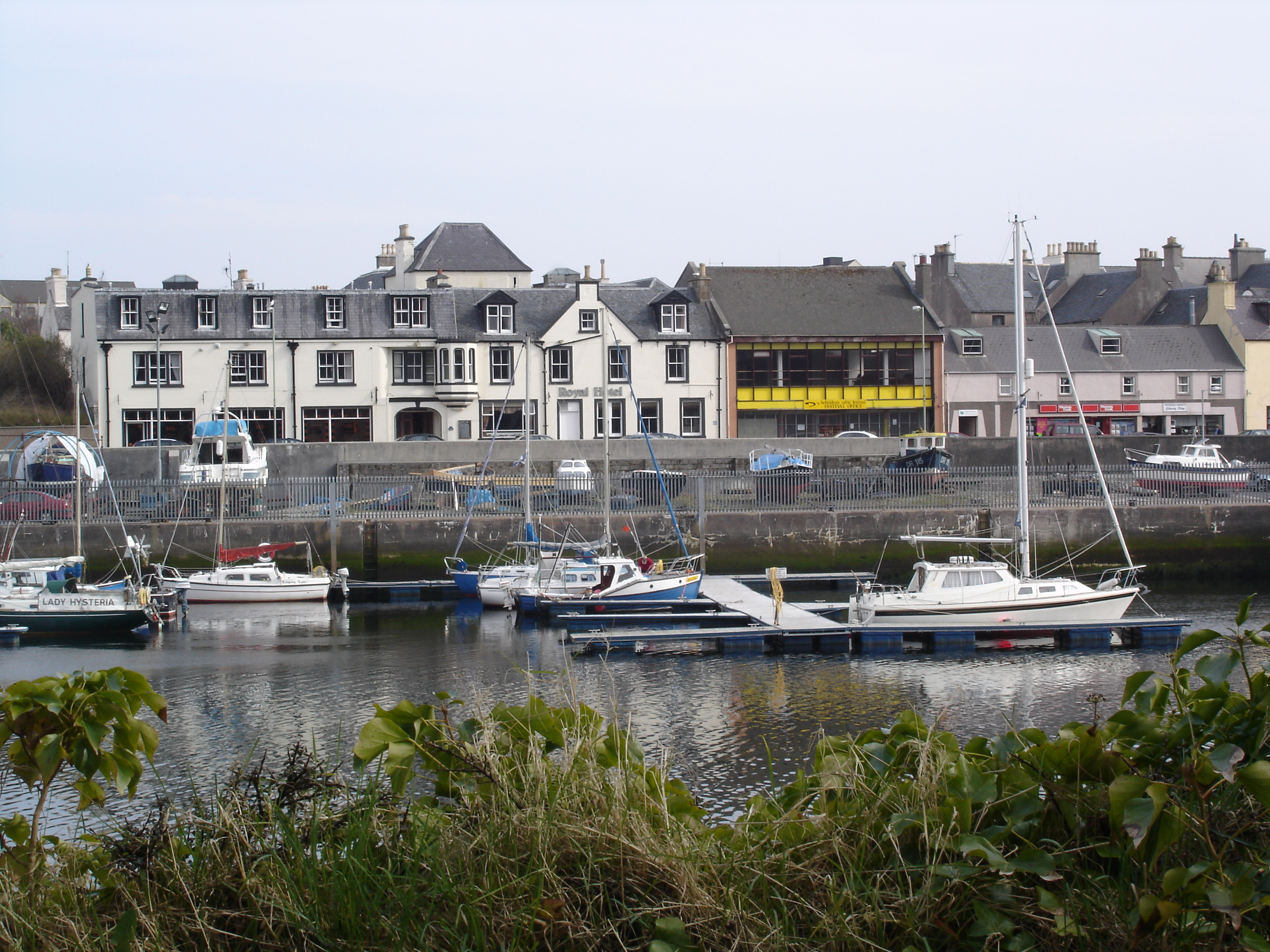
Boats in Stornoway
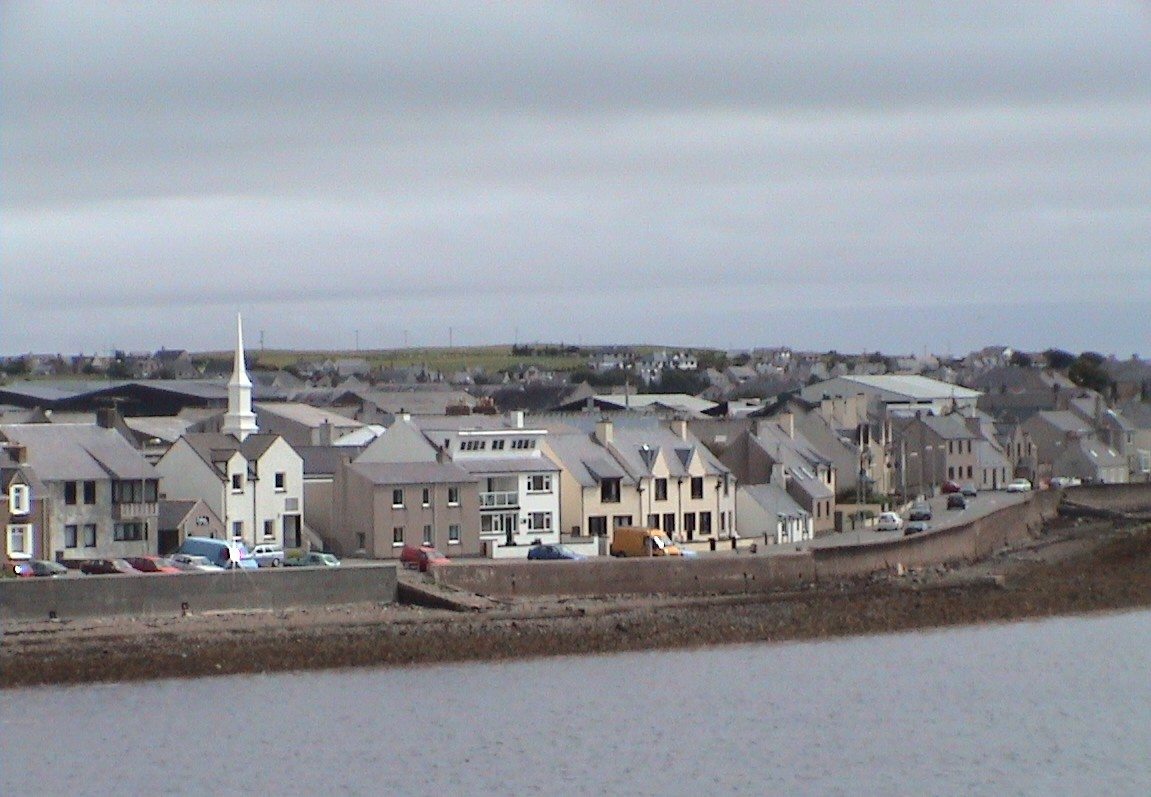
Stornoway from the ferry
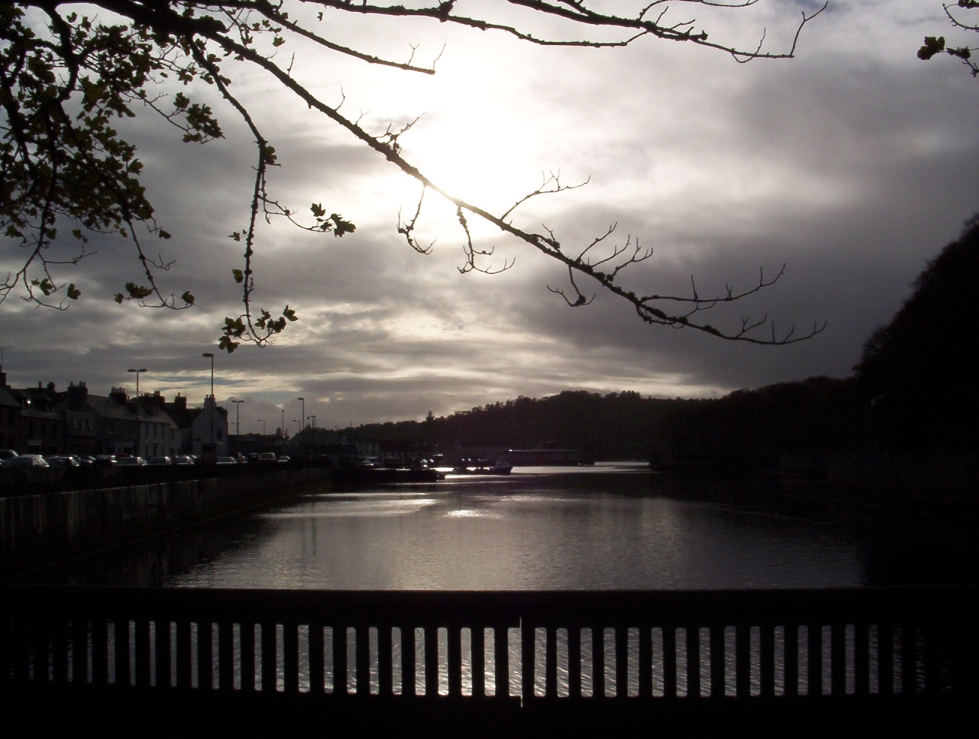
Bayhead, Stornoway